# Cormons
Cormons (in friulano Cormons, in sloveno Krmin, in tedesco Kremau) è un comune italiano di 7 043 abitanti del Friuli-Venezia Giulia.

## Geografia fisica
Situata ai piedi del monte Quarin (274 m) a settentrione del Carso goriziano, nella zona pianeggiante del Collio, dista circa 3 chilometri dal confine con la Slovenia, circa 40 chilometri dal capoluogo di regione Trieste, 10 dal capoluogo di provincia Gorizia, circa 25 da Udine e circa 90 da Pordenone.

## Storia
In epoca romana era una stazione militare, nel 610 i Longobardi la fortificarono. In età alto-medievale fu sede per più di un secolo (610-737) dei patriarchi di Aquileia e, successivamente, venne a lungo contesa in virtù della propria importanza strategica sulla via di accesso a Gorizia.
Nel 980 l'imperatore Ottone II lo infeudò al patriarca Rodoaldo. Nel corso dei secoli XI e XII Cormons fu contesa fra i patriarchi e i conti di Gorizia, che nel 1277 se ne impadronirono. Dopo una breve occupazione veneziana nel 1308, tornò ai conti di Gorizia. Nel 1497 il conte Leonardo di Gorizia fu costretto da Massimiliano I d'Asburgo a firmare un lascito ereditario a suo favore per evitare la guerra, Cormons come tutta la contea di Gorizia passò quindi alla morte di Leonardo all'Impero Asburgico che, salvo un breve periodo di occupazione da parte della Repubblica di Venezia (1508-1509) e la breve parentesi napoleonica, la mantennero fino alla prima guerra mondiale. Dal 1563 al 1570 vi si tennero incontri politico-militari tra Venezia e l'Impero, che però diedero scarsi risultati.
Il 12 agosto 1866 vi fu firmato l'armistizio tra Italia ed Austria che pose termine alla terza guerra di indipendenza.
Nel 1910 Francesco Giuseppe I d'Austria concesse a Cormons, il titolo di città. Ne riconosceva così l'importante crescita economica, dovuta alla ferrovia Südbahn che dal 1860 collegava Cormons a Vienna e alla rete ferroviaria italiana e che dal 1866 la stazione  divenne dogana del confine tra l'Impero austroungarico e l'Italia.
Nel corso della prima guerra mondiale passò subito in mano agli italiani (25 maggio 1915), poi venne riconquistata dagli austriaci (28 ottobre 1917, XII battaglia dell'Isonzo) per tornare definitivamente all'Italia al termine della prima guerra mondiale; in ogni modo fu in parte danneggiata durante la guerra.
Durante la seconda guerra mondiale Cormons fù invasa dai tedeschi dopo l'armistizio. Nel corso dell'occupazione nazi-fascista a Cormons nacquero dei nuclei partigiani come il battaglione Garibaldi e Mazzini che nei due anni fecero sabotaggi e imboscate contro i nazi-fascisti in tutto il territorio cormonese con però i tedeschi che in risposta fecero terribili rappresaglie e molti civili cormonesi persero la vita nei campi di concentramento come successe in un osteria cormonese dove dopo un attacco partigiano perse la vita un soldato tedesco i tedeschi per rappresaglia deportarono dei civili innocenti nei campi di concentramento. Cormons avendo un importante scalo ferroviario con anche a presidio un treno militare tedesco e vicino furono costruiti bunker , fù molto spesso colpita dai bombardamenti alleati che distrussero molte infrastrutture vicino alla stazione e molti civili persero la vita sotto le bombe e la stazione subì danni pesanti come durante un bombardamento il 27 settembre 1944 dove la stazione ferroviaria fù colpita da 9 bombe e danneggiò pesantemente il treno militare e causò la morte a 2 soldati tedeschi, una trentaduenne e ferì gravemente 4 soldati tedeschi e 6 soldati furono feriti non pesantemente. Cormons conobbe due liberazioni, la prima avvenuta il 28  di aprile 1945 grazie ai partigiani che resistettero anche al 29  aprile dove ci furono scontri tra tedeschi e partigiani che portarono alla morte di alcuni soldati tedeschi e di alcune guerdie civiche cioè un esercito di volontari, però il 1 maggio arrivarono i Cetnici che causarono danni alla popolazione fino al 3 maggio del 1945 quando arrivarono i Neozelandesi che definitivamente liberarono Cormons.

### Simboli
Stemma

Lo stemma comunale con il capo del Littorio riconosciuto nel 1936

Lo stemma comunale venne concesso dall'imperatore Francesco Giuseppe il 16 marzo 1869, per poi essere riconosciuto ufficialmente dallo Stato italiano con DCG del 7 agosto 1936.
(DCG del 7 agosto 1936)
Gonfalone
Il gonfalone è stato adottato con delibera del consiglio comunale 
concessione del 16 novembre 1953.

### Onorificenze
Il 4 agosto 1910 l'imperatore Francesco Giuseppe concesse a Cormons il titolo di città (Stadt).

## Monumenti e luoghi d'interesse

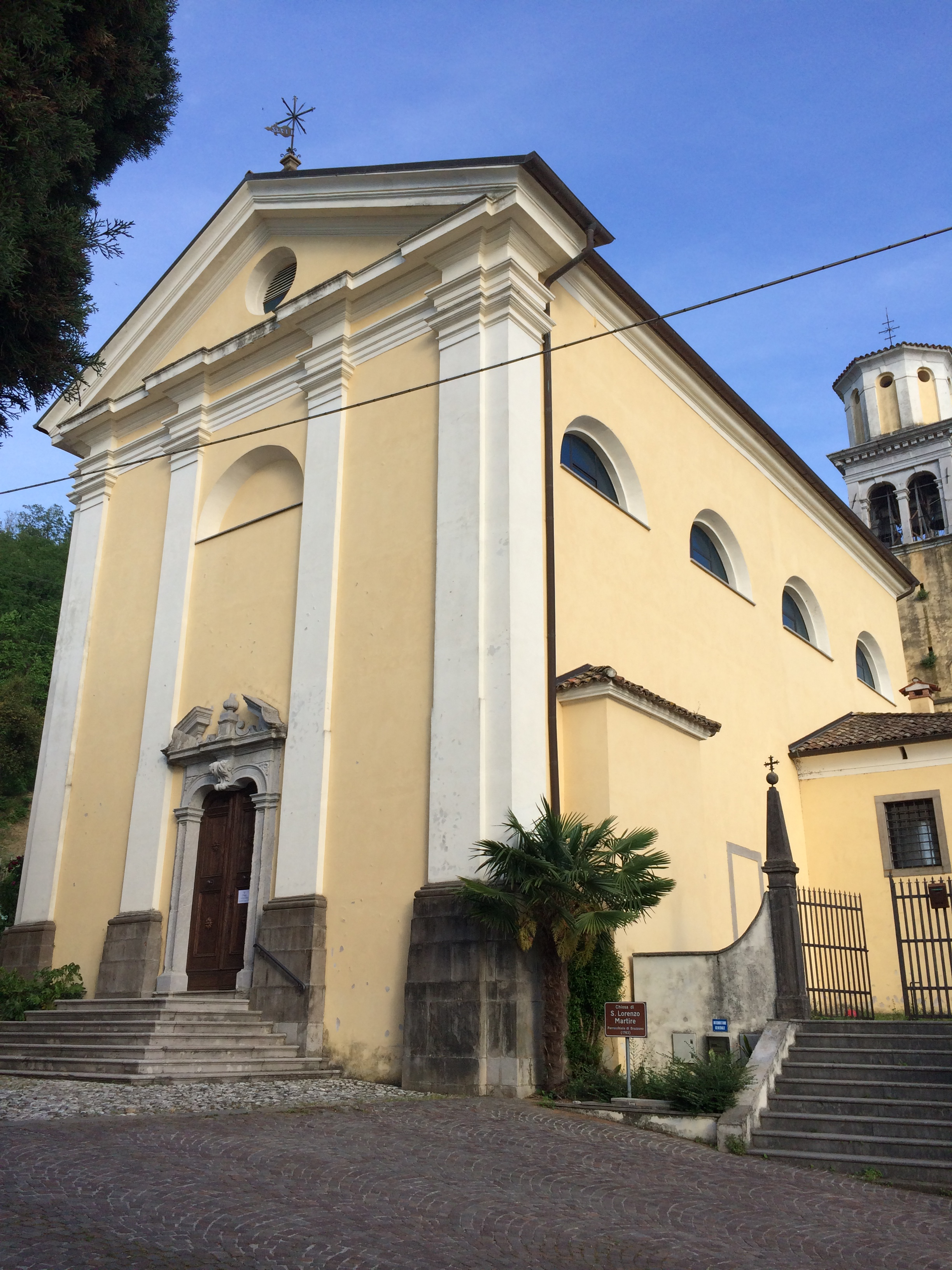
Chiesa di San Lorenzo

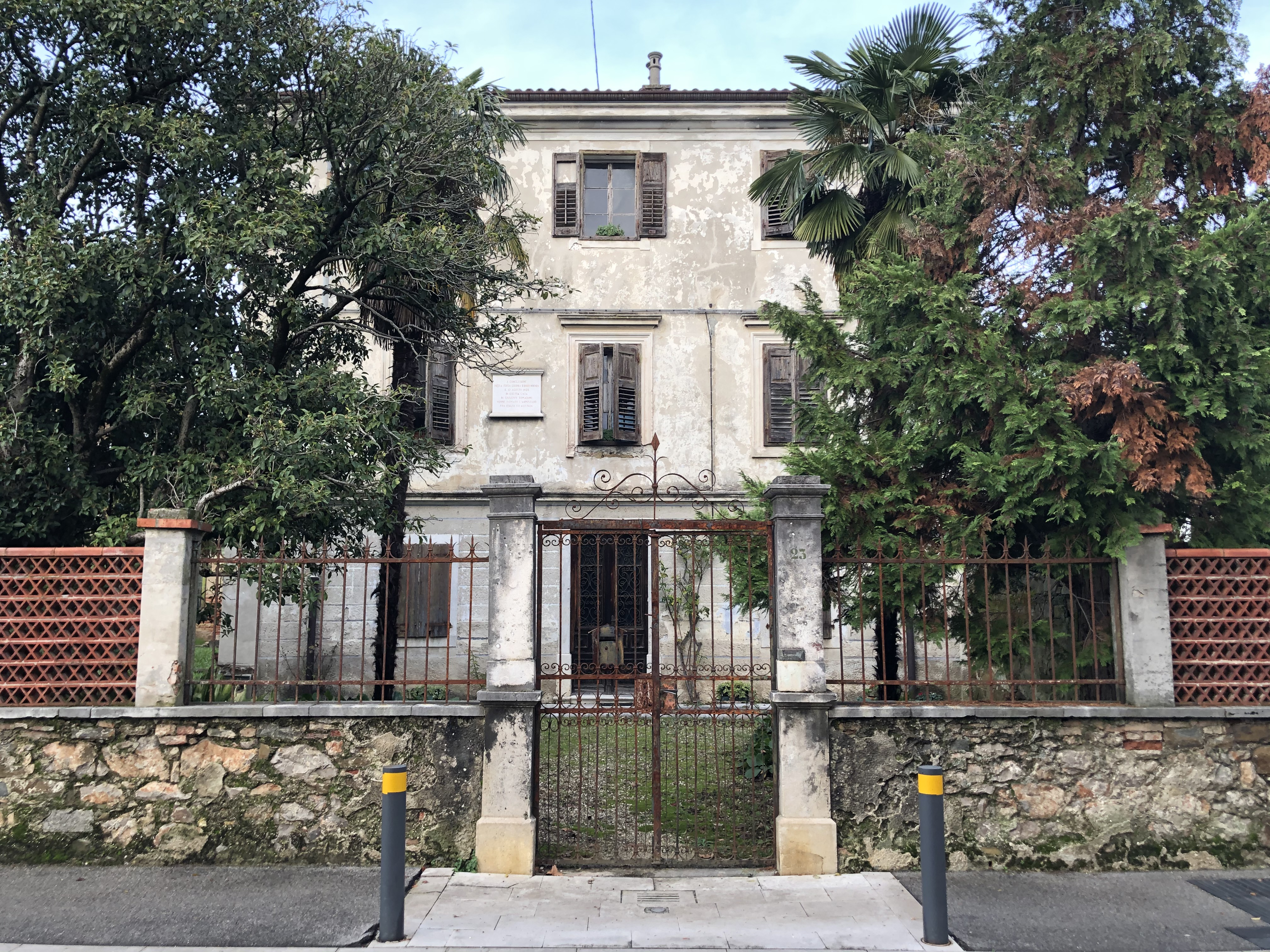
Villa Tomadoni

### Architetture religiose
- Duomo di Sant'Adalberto
- Chiesa di San Leopoldo
- Chiesa di Santa Caterina, nota anche come santuario di Rosa Mistica
- Chiesa della Beata Vergine del Soccorso, sulle pendici del Monte Quarin[16]
- Chiesa di San Giovanni Battista, nota anche come chisa di Santa Lucia
- Chiesa di Santa Maria, nota anche come Chiesa di Santa Apollonia
- Chiesa di San Giorgio, costruita sui ruderi di un castello distrutto nel XIII secolo
- Chiesa di Santo Stefano a Giassico
- Chiesa di San Lorenzo nella frazione di Brazzano
- Chiesa di San Rocco nella frazione di Brazzano

### Architetture civili
- Casa dell'antica Pieve, ospita il museo del duomo
- Palazzo Locatelli, sede municipale e dal 2002 del museo civico del territorio
- Palazzo Neuhaus
- Palazzo Tacco-Aita
- Villa Tomadoni, situata in via Piave, dove fu firmato l'armistizio di Cormons
- Piazza Libertà con la statua dell'imperatore Massimiliano I d'Asburgo
- Parco Naturale del Bosco di Plessiva
- Palazzetto dello Sport "PalaPlet"

### Architetture militari
- Castello di Cormons

### Dimore storiche
- Villa Locatelli, storica dimora che dall’inizio del XVIII secolo si trova nel centro della Tenuta di Angoris.[17]
- Villa Feresin, villa storica che sorge isolata nella campagna di Cormons, nella località di San Quirino. Costruita nel corso dell’Ottocento è stato oggetto di numerosi interventi che ne hanno modificato la morfologia tipologica e strutturale originaria.[18]
- Palazzo Taccò, De Blunfeld, Visca, Aita, palazzo storico costruito tra il XVII e il XVIII secolo[19]. Si trova nel centro storico di Cormons.
- Villa Mian, villa dell'ottocento, si trova nella frazione "Brazzano"[20]

## Società

### Evoluzione demografica
Abitanti censiti

### Etnie e minoranze straniere
Al 31 dicembre 2023 gli stranieri residenti nel comune sono 410, ovvero il 5,7% della popolazione. Di seguito sono riportati i gruppi più consistenti:
1. Romania, 64
2. Slovenia, 53
3. Cina, 43
4. Marocco, 33
5. Serbia, 23

### Lingue e dialetti
A Cormons, accanto alla lingua italiana, la popolazione utilizza la lingua friulana. Ai sensi della deliberazione n. 2680 del 3 agosto 2001 della Giunta della Regione autonoma Friuli-Venezia Giulia, il Comune è inserito nell'ambito territoriale di tutela della lingua friulana ai fini della applicazione della legge 482/99, della legge regionale 15/96 e della legge regionale 29/2007.
È ufficialmente tutelata inoltre la lingua slovena, storicamente presente nelle frazioni di Plessiva e Zegla, già parti del comune di Medana, oltre che in piccoli centri abitati come quello di Novali.

## Cultura
In città è stato aperto (2002), nei locali di palazzo Locatelli, il museo del territorio, che racchiude un'interessante collezione dello scultore friulano Alfonso Canciani (1863-1955) particolarmente attivo nella Vienna di fine Ottocento e dei primi del Novecento.

### Eventi
- "Fieste da Viarte", terza domenica di maggio, monte Quarin. Itinerari naturalistici e storico-artistici, rassegne di musica e poesia. Nei cortili delle case contadine degustazione di vini e piatti tradizionali della cucina friulana e slovena.
- Festa provinciale dell'uva, a settembre, la tradizionale festa con rassegna di vini e sfilata di carri allegorici.
- Ecomaratona del Collio Brda, una corsa di 46 km con 1200 m di dislivello tra il Collio italiano e sloveno (Brda).
- Il Festival Jazz & Wine of Peace in programma a fine ottobre, è un evento internazionale, ambasciatore delle bellezze, delle atmosfere e delle tradizioni del Collio, che richiama numerosi spettatori da mezza Europa (Armenia, Bulgaria, Austria, Slovenia, Germania, Inghilterra e Italia). Sono giorni intensi di musica, ricchi di concerti in teatro e in luoghi suggestivi, con interessanti eventi collaterali, dagli incontri con i musicisti moderati da critici di jazz, a mostre e convegni che dalla musica sconfinano in altre discipline, alle visite guidate in cantine ed enoteche.

### Eventi non più in corso
- Rievocazione storica della concessione dello statuto di città da parte dell'imperatore Massimiliano I d'Asburgo.
- Cormònslibri, un festival del libro e dell'informazione.
- Goal a Grappoli, manifestazione su calcio e comunicazione che si svolgeva negli ultimi giorni di maggio e annoverava Bruno Pizzul, originario del luogo, tra i partecipanti fissi.

## Geografia antropica

### Frazioni
Dei vari sobborghi, solo Borgnano e Brazzano sono considerate frazioni.
- Borgnano (Borgnan in friulano, Bornjan in sloveno): 481 ab.
- Brazzano (Breçan in friulano standard, Brezan in friulano locale, Bračan in sloveno): 577 ab.

### Altre località del territorio
- Giassico (Insic in friulano, Jasih in sloveno): 75 ab.
- Monte (Mont in friulano)
- Monticello (Montisel in friulano standard, Muntisel in friulano locale): 27 ab.
- Novali (Novali in friulano, Novalje in sloveno)
- Plessiva (Plessive in friulano, Plešivo in sloveno)
- Pradis (Pradis in friulano, Pradež in sloveno)
- San Quirino (San Quarin in friulano, Krminska gora in sloveno): 28 ab.
- Subida (la Subide in friulano, Subida in sloveno)
- Villaorba (Vilevuarbe in friulano): 20 ab.
- Zegla (Zegla in friulano, Ceglo in sloveno): 21 ab.

## Economia
Cormons è un vivace centro agrituristico del Friuli orientale, noto per la sua produzione di vini conosciuti a livello internazionale, prosciutto crudo e formaggi.

## Amministrazione

### Sindaci dal 1989
| Periodo | Periodo   | Primo cittadino  | Partito                      | Carica  | Note |
| ------- | --------- | ---------------- | ---------------------------- | ------- | ---- |
| 1989    | 1994      | Sebastiano Patat | Indipendente                 | Sindaco |      |
| 1994    | 1998      | Maurizio Paselli | Lista civica                 | Sindaco |      |
| 1998    | 2002      | Maurizio Paselli | coalizione di Centrosinistra | Sindaco |      |
| 2002    | 2007      | Claudio Cucut    | L'ulivo                      | Sindaco |      |
| 2007    | 2012      | Luciano Patat    | Unione Popolare Cristiana    | Sindaco |      |
| 2012    | 2017      | Luciano Patat    | Unione Popolare Cristiana    | Sindaco |      |
| 2017    | 2022      | Roberto Felcaro  | Lista civica                 | Sindaco |      |
| 2022    | in carica | Roberto Felcaro  | Lista civica                 | Sindaco |      |

### Gemellaggi
- Friesach, dal 1984[26]
- Collio
- Tokaj

## Sport
- Cormonese
- Compagnia Arcieri Cormons, una associazione che promuove la pratica del tiro con l'arco, lo sport e lo svago.[27]